# Băneasa, Constanța
Băneasa là một xã thuộc hạt Constanța, România. Dân số thời điểm năm 2002 là 5356 người.